# ليزا بيركوفيتس
ليزا بيركوفيتس (بالإنجليزية: Lisa Berkowitz)‏ هي لاعبة الجسر ‏ أمريكية، ولدت في 1952.